# Jeans 12 años
Jeans 12 años es el segundo álbum recopilatorio oficial del grupo Jeans; esto en marco del duodécimo aniversario de la fundación del grupo y undécimo de la salida al mercado del primer álbum de estudio, llamado Jeans. 
El primer sencillo de este recopilatorio es una nueva versión de la canción «La ilusión del primer amor», lanzado originalmente en el segundo álbum de 1998, ¿Por qué disimular?, y el lanzamiento de la nueva versión fue en noviembre de 2007. El segundo sencillo fue «Lo que siento», seguido de «Estoy por él», lanzado originalmente en su segundo álbum de 1998, ¿Por qué disimular?.

## Lista de canciones
1. Pepe
2. Me pongo mis Jeans
3. Enferma de amor
4. Estoy por él
5. La ilusión del primer amor
6. A cuenta gotas / Muero por ti / Enamorada
7. Dime que me amas
8. Solo vivo para ti
9. Entre azul y buenas noches
10. Corazón confidente
11. Ammore!
12. En mala hora
13. Yo no te pido la luna
14. La Mujer Maravilla
15. Lo que siento
16. En mala hora (Karla)

- Datos: Q5928922